# Registre de xiulet
El registre de xiulet conegut en anglès com a “Whistle notes” o “Whistle register” és un registre vocal que és característic per ser molt agut i lleuger.
Aquesta és la tècnica que s'utilitza per cantar les notes més agudes que pot assolir la veu humana, per tant, només s'activa al cantar notes extremadament altes.
No hi ha cap lloc oficial que indiqui exactament a quina alçada comença aquesta tècnica però l'estàndard diu que és aproximadament a partir d'un do⁵ o mi⁵, encara que això depèn de la tessitura vocal de cada persona.

## Fisiologia
Generalment la veu de cap i la de tòrax són els dos registres més habituals amb l'objectiu de combinar els dos per crear una veu mixta o modal. El registre de xiulades és el més alt que permet als cantants accedir a notes superiors als registres de cap o falset. El registre de xiulet és la tècnica vocal que s'entén menys de totes les demés, ja que a diferència d'altres registres, amb la veu de xiulet, no es pot assegurar com reacciona el cos per dins al utilitzar aquesta tècnica vocal ja que l'epiglotis fa que sigui difícil de gravar i per tant, és difícil de comprendre. Encara i això, sabem que l'epiglotis cobreix la laringe, al tapar-la, es crea un espai encara més petit que és per on passa l'aire i el que produeix un so tant agut que és semblant al que es produeix xiulant amb els llavis.
Quan es produeixen notes en aquest registre, la vibració es produeix en poques parts dels plecs vocals. Aquesta longitud de vibració més curta permet, naturalment, que es pugui produir notes altes amb més facilitat.

## Registres vocals
Els registres vocals són una variació de tons produïts per la vibració dels plecs vocals, per això, com més vibració hi hagi, més gran serà el so.
Aquests són els diferents registres vocals i els tons que hi intervenen en cadascun d'ells:
| Tipus de veu        | Octava              |
| ------------------- | ------------------- |
| Veu greu            | 1a, 2a, 3a          |
| Veu de pit          | 2a, 3a, 4a          |
| Veu de cap o falset | 4a, 5a, 6a          |
| Registre de xiulet  | 6a, 7a, 8a, 9a, 10a |

El to més baix que es pot fer amb el registre de xiulet es pot sobreposar amb les notes més agudes de la veu de cap o de falset. Per aquest motiu, hi ha cantants que poden entonar les notes utilitzant diferent registres.
Per exemple, la majoria de cantants d'òpera poden cantar fins a fa⁵ sense haver de canviar al registre de xiulet.

## Edat on s'utilitza
Aquest registre està molt utilitzat pels nadons, que poden produir sons amb freqüència en el registre de xiulet sense cap tipus d'esforç (com per exemple en el seu plor). El to que produeixen normalment està entre do⁵ i fa#⁶.
No és clar que es pugui mantenir aquest registre després de la infantesa, tot depèn de la tessitura de cada persona. Tot i això, algunes dones aconsegueixen mantenir-lo, però els homes acostumen a perdre la tècnica durant l'adolescència. Tot depèn de la llargada i del gruix de les cordes vocals.

## Quan s'utilitza
Aquesta tècnica vocal té diferents usos. Un d'ells és dins de la música clàssica europea en la qual la solen utilitzar les sopranos de coloratura.Acostumen a utilitzar la tècnica per a arribar a notes més elevades del do⁵, encara que n'hi ha algunes que poden arribar a cantar fins a un fa⁶ sense haver de canviar del registre modal al registre de xiulet.
La majoria de sopranos de coloratura utilitzen el registre de xiulet per a cantar notes de staccato ràpidament, per a fer ornaments mentre es canta en un to elevat o durant fuses.
A la música popular occidental el registre de xiulet s'utilitza més variadament. En ser un registre que requereix arribar a notes molt elevades, aquest, generalment és utilitza per a cantants femenines com Ariana Grande, Mariah Carey, Christina Aguilera, Minnie Riperton, Morissette Amon. Encara que també és utilitzat per alguns homes com per exemple Dimash Kudaibergen i Adam Lopez.

## Diferències entre la veu de cap i el registre de xiulet
La veu de cap utilitza tota la longitud de les cordes vocals, mentre que el registre de xiulet no. El so és més exigent que els de la veu de cap. El registre de xiulet produeix la sensació de que el so surt de la part superior del cap, mentre que a amb l'altre tècnica, sembla que el so provingui del front.

## Com es va popularitzar
Durant els anys 90 la cantant de R&B anomenada Mariah Carey va popularitzar aquest registre vocal a la música pop. Aquesta, l'utilitza en diverses cançons com per exemple el tema “Emotions” en el qual la nota més alta és el sol⁵.

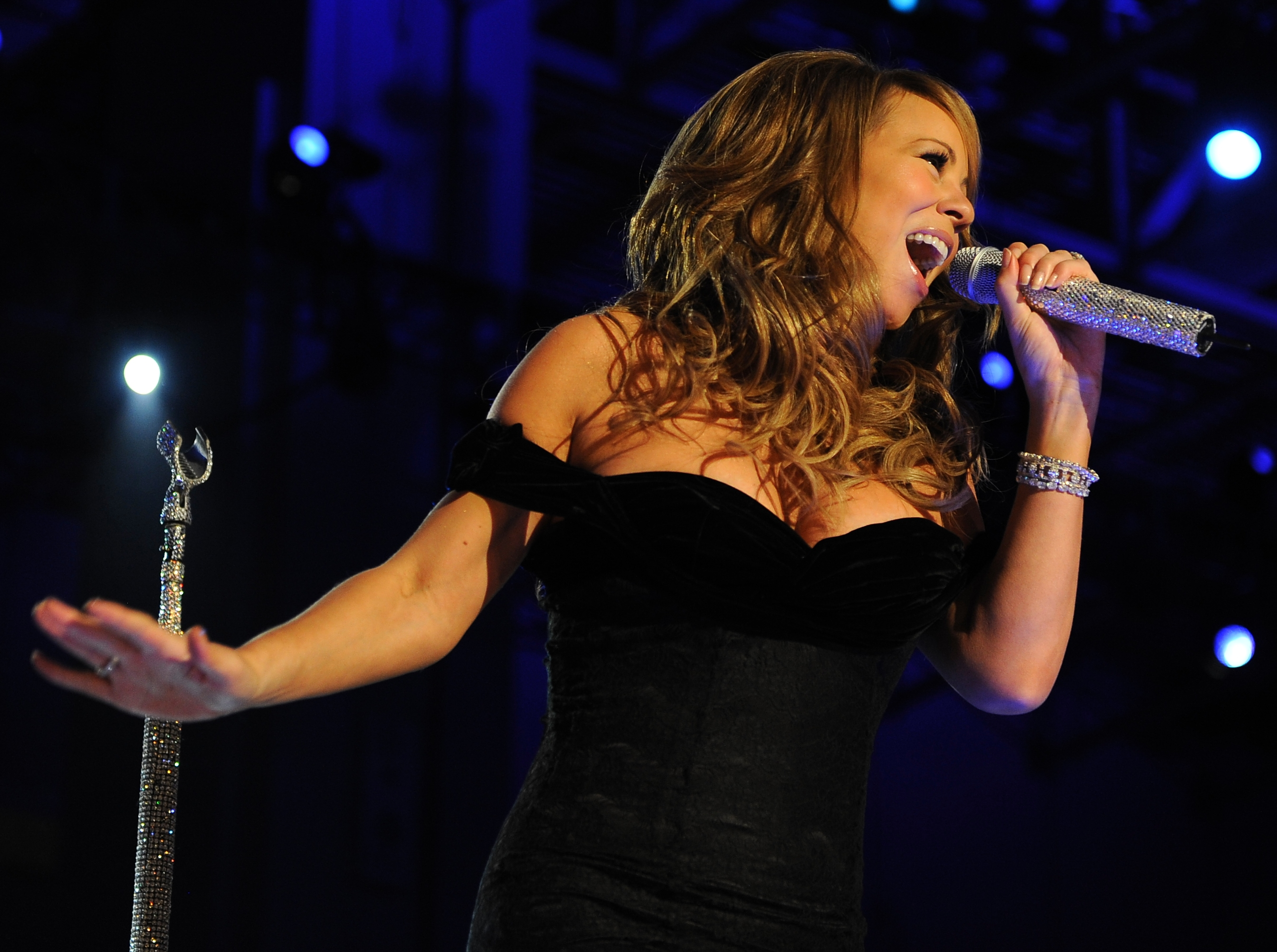
Mariah Carey, cantant de R&B que va popularitzar el registre de xiulet.

A continuació hi ha diferents cançons de l'artista on apareix aquest registre vocal:
1. Don't forget about us
2. I wish you knew
3. Vision of love
4. I wish you well
5. There's got to be a way
6. Fly like a bird
7. You're so cold
8. If it's over
9. Twister
10. All in your mind
11. Don't stop
12. Anytime you need a friend
13. Bringing on the heartbreak

## Mètodes per a dur a terme el registre de xiulet
Tothom pot dur a terme el registre de xiulet, però aquest requereix molta pràctica i exercicis vocals específics. Cada persona té un una tessitura diferent, per aquest motiu hi ha gent que el pot utilitzar amb més facilitat que d'altre.
Primer de tot, s'ha de mantenir la tràquea relaxada en tot moment mentre s'està practicant el registre.
Aquest, s'ha d'aprendre amb paciència, és possible trigar uns dies en trobar aquest registre, però un cop es fa, només cal practicar una estona cada dia fins a poder afinar amb facilitat i poder utilitzar-lo correctament.
A continuació hi ha un exercici per a practicar el registre de xiulet:
- Primer de tot tenim l'exercici del badall, agafa aire des del diafragma.

- Per a dur a terme aquest exercici s'ha de fer veure que es badalla però en comptes de fer el so comú d'un badall, s'ha de deixar passar una mica d'aire.

- Mentre està sortint aire, s'ha d'intentar parar-lo de manera que aguanten la respiración.

- Mentre es badalla s'ha d'intentar produir el registre dient la lletra “A”.

## Curiositats
Wang Xiaolong té el títol “Guinness Book of Records” per a haver produït la nota més alta feta per un home, va arribar fins a l'E8.
La cantant femenina Georgia Brown va aparèixer a la “Guinness World Records” del 2005 per obtenir la nota més alta, en aquest cas mai assolida, en aquest cas, un G10. Però aquest rècord es va eliminar a l'edició publicada del llibre al 2017.
Encara que aquest és un registre utilitzat amb freqüència, els experts recomanen que no se n'abusi si no es disposa de l'ajuda d'un professional de la veu. Al llarg dels anys, pot provocar conseqüències greus, com per exemple, la pèrdua d'aquest registre, lesions, pòlips, nòduls i quistes. En els pitjors dels casos, pot arribar a causar papilomes i granulomes a les cordes vocals.